# Creu Saiz Ruiz
Creu Saiz Ruiz (Los Valdecolmenas, Conca, 2 de maig de 1941 - Reus, 15 de gener de 2021) fou un religiós català.
Diplomat en Sagrada Escriptura i filologia catalana, i llicenciat en pedagogia, fou ordenat diaca a la capella del Seminari Pontifici de Tarragona l'any 1964, el mateix any que va ser ordenat prevere a l'església parroquial de Sant Vicenç Màrtir de Castellvell del Camp. Va exercir els seus primers anys de ministeri com a vicari de les parròquies de Sant Salvador del Vendrell (1965-1966), de Sant Esteve de Vila-seca (1966-1970) i de Santa Maria de Cambrils (1970-1984). En aquesta etapa cambrilenca i durant un temps, mossèn Creu també va exercí de professor al col·legi la Salle on també va ser el capellà del mateix col·legi. Mossèn Creu va participar activament en la redacció de la Revista Cambrils, en la qual durant uns anys formà part del consell directiu. També va participar una temporada en els assajos de la Coral Verge del Camí. Posteriorment, l'any 1984, va ser nomenat rector de l'església parroquial de La Puríssima Sang de Reus. Va ser-ne el rector fins a l'any 1996 i també anys més tard, del 2002 al 2016. A més, durant uns pocs mesos, va ser administrador de dues parròquies de la ciutat de Reus: de Sant Francesc d'Assís (2000) i de Sant Josep Obrer (2004). Mn. Creu també va ser membre del Consell episcopal, entre els anys 1997 i 2005, com a vicari episcopal del Baix Camp, la Conca de Barberà, el Priorat i l'Urgell-Garrigues. Entre d'altres càrrecs pastorals va ser membre del Consell Presbiteral entre els anys 1981 i 1988, i també durant l'etapa de vicari episcopal, a raó del càrrec; membre del Col·legi de Consultors, de 1998 a 2008; prefecte de la Reial Congregació de la Puríssima Sang de Reus, de 2002 a 2016; i consiliari de l'Arxiconfraria de Nostra Senyora de Lourdes de Reus, de 2013 a 2016. Des de 2016 era rector de la parròquia de Sant Vicenç Màrtir de Castellvell del Camp i capellà del Santuari de la Mare de Déu de Misericòrdia de Reus. Durant dues dècades, de 1996 a 2016, va ser el prior de l'església Prioral de Sant Pere Apòstol de Reus i l'arxiprest.

## Reconeixements
El juliol de 2022 l'església parroquial de Sant Vicenç de Castellvell del Camp va acollir l'acte d'homenatge a Mn.
Creu Saiz Ruiz, en el marc de la Festa Major en honor de santa Anna d’aquesta localitat. El mes de febrer s'havia va aprovat
nomenar Mn. Creu fill adoptiu a títol pòstum de Castellvell del Camp. L'acte el va presidir l'Arquebisbe de Tarragona, Joan Planellas i Barnosell; l'alcalde de Castellvell, Josep Manel Sabaté; el rector de la Parròquia, Mn. Albert Fortuny, i el prior de Sant Pere de Reus, Mn. Joan Anton Cedó.
L'Ajuntament de Reus va acordar concedir la menció honorífica municipal, a títol pòstum, a mossèn Creu Saiz, en reconeixement de la trajectòria humana al llarg de la seva vida i la responsabilitat exercida durant dues dècades com a Prior de la Prioral de Sant Pere Apòstol i, abans, com a rector de l'Església de la Puríssima Sang. El lliurament del Guardó de la Ciutat va tenir lloc el 21 de setembre de 2022 al Saló de Plens de l'Ajuntament, en reconeixement de la seva feina pastoral, i a la seva participació en la vida col·lectiva amb un gran sentit de ciutat, des del diàleg i l'entesa i, molt particularment, per la seva tasca en l'encaix de la Prioral dins de la configuració actual de la Festa Major de Sant Pere i de la Festa de Misericòrdia.